# Käina
Käina (în germană Keinis) este un orășel (alevik) din comitatul Hiiu din Estonia. Este centrul administrativ al comunei Käina.
1. ↑  Consiliul Funciar Eston, accesat în 21 noiembrie 2020
2. ↑   https://web.archive.org/web/20190115024608/http://postiindeks.ee/en/, arhivat din original la 15 ianuarie 2019 Lipsește sau este vid: |title= (ajutor)